# Medhjælperloven
Medhjælperloven blev namnet på den danska lag från 6 maj 1921 som ersatte Tyendeloven från 1854 om tjänstefolkets arbetsförhållanden.